# Suworow-Gletscher
Der Suworow-Gletscher ist ein Gletscher von etwa 8 km Länge im Norden des ostantarktischen Viktorialands. Er fließt von den Wilson Hills ostwärts zur Oates-Küste, an der er zwischen dem Northrup Head und dem Belousov Point in die Somow-See mündet. 
Teilnehmer der Zweiten Sowjetischen Antarktisexpedition (1956–1958) kartografierten das Gebiet im Jahr 1958 und benannten den Gletscher nach dem Mechaniker V. S. Suworow, einem Mechaniker, der gemeinsam mit dem Hydrographen A. I. Gaudis am 10. August 1959 bei einem Flugzeugabsturz in der Arktis ums Leben gekommen war.